# Абетки-енциклопедії «Від А до Я»
Абетки-енциклопедії «Від А до Я» — серія пізнавальних книг від «Видавництва Старого Лева» про відомих діячів української культури, яких показано з неочікуваного боку й без стереотипів. Пізнавальні арт-буки поєднали в собі риси енциклопедії й абетки. Книжки впорядковані за розміщеними за алфавітом ключовими словами, що розкривають найцікавіші віхи життя видатних постатей української культури.

## Про серію
Першою в серії у 2015 році вийшла абетка-енциклопедія про митрополита Шептицького — «Шептицький від А до Я». Вихід книжки було приурочено до 150-річчя з дня народження митрополита і Року Шептицького в Україні. Авторами книжки виступили письменниця Оксана Думанська й журналістка Галина Терещук. Над художнім оформленням працювали львівські художники Романа Романишин і Андрій Лесів (Творча майстерня «Аґрафка»). Того ж року видання отримало нагороду «Найкраща книжка Форуму видавців–2015».
«Книга з назвою «Шептицький від А до Я» задумана як видання, що його потребують діти й дорослі, аби зацікавитися глибше непересічною постаттю української історії і культури», — Галина Терещук і Оксана Думанська.
У 2016 році серію абеток-енциклопедій поповнила книжка «Франко від А до Я», текст до якої написали франкознавці Богдан Тихолоз і Наталя Тихолоз, художнє оформлення — Творча майстерня «Аґрафка». Книжку було відзначено премією «Найкраща книга Форуму видавців—2016». У 2017 році видання було нагороджено премією BIB 2017 PLAQUE на Бієнале художньої Ілюстрації у Братиславі. Також абетку-енциклопедію «Франко від А до Я» було визнано найкращою у номінації «Дитяче свято», підномінація «Пізнавальна та розвивальна книга» за версією Всеукраїнського рейтингу «Книжка року 2016».
У 2017 році, напередодні уродин Тараса Шевченка, видавництво випустило книжку «Шевченко від А до Я», автор тексту — шевченкознавець Леонід Ушкалов, художнє оформлення — Анастасії Стефурак.
Наприкінці 2017 року видавництво випустило четверту книжку про видатну постать української культури — «Антонич від А до Я», що ближче знайомить дітей і дорослих з поетом Богданом-Ігорем Антоничем. Текст до книжки написав Данило Ільницький, художнє оформлення — Людмили і Володимира Стецьковичів.

## Книги серії
| Назва                   | Автори                                                                                    | Анотація | Рік  | Кількість сторінок | ISBN                   |
| ----------------------- | ----------------------------------------------------------------------------------------- | --- | ---- | ------------------ | ---------------------- |
| «Шептицький від А до Я» | Текст — Галина Терещук, Оксана Думанська. Художнє оформлення — Творча майстерня «Аґрафка» | Абетка, яка відкриває читачам головні віхи життя митрополита Шептицького, оповідає про його рід, формування його як людини і духовного наставника сучасників. Читачі дізнаються, де митрополит Андрей народився і навчався, як пішов за покликанням серця, як служив Богу і людям, допомагаючи сиротам і знедоленим, рятуючи від переслідувань євреїв. Інтелектуал і жартівник, добрий Тато і приклад для багатьох — різні іпостасі митрополита відкриваються в цій непересічній абетці-енциклопедії. | 2015 | 72                 | ISBN 978-617-679-177-5 |
| «Франко від А до Я»     | Текст — Богдан Тихолоз і Наталя Тихолоз. Художнє оформлення — Творча майстерня «Аґрафка»  | Ми звикли називати його українським Каменярем, Вічним революціонером, енциклопедистом та генієм через неймовірну жагу до знань і працелюбство. Але чи знаємо ми насправді, яким Франко був: що любив, які мав хобі, куди подорожував? Винятковий арт-бук, книжка для дітей (і не лише для них), завдяки якій знайомство з Франком стане початком дружби на роки. У книзі багато фактів, гумору, вміння дивитися на себе та інших без зайвого пафосу, а ще стільки цікавого і раніше незнаного. Ця книжка — про Франка: стильного, молодіжного, близького. Вона — чудовий приклад того, як варто знайомити класиків і читачів, щоб вони полюбили один одного.                                                                                  | 2016 | 72                 | ISBN 978-617-679-302-1 |
| «Шевченко від А до Я»   | Текст — Леонід Ушкалов Художнє оформлення — Анастасія Стефурак                            | Це арт-бук для родинного читання, завдяки якому і діти, і дорослі дізнаються не лише біографію талановитого живописця, ґравера, прозаїка, драматурга, співака, актора, скульптора Тараса Шевченка, а полюблять його так, як можна любити друга. Яка була улюблена пора року у Шевченка? У які очі він полюбляв заглядатися – карі, блакитні, а, може, зелені? Про що він думав, дивлячись на зорі? | 2017 | 80                 | ISBN 978-617-679-301-4 |
| «Антонич від А до Я»    | Текст — Данило Ільницький Художнє оформлення — Людмила Стецькович, Володимир Стецькович   | Абетка-енциклопедія про фантастично сонячного письменника — Богдана-Ігоря Антонича. Про те, як він був маленьким, на що дивився, чим займався, як виховувався і що було для нього важливим. Про те, що він любив рослини і співав пісні, малював і грав на скрипці. У яких селах та містах він жив і про які села та міста писав. Як одягався і як складав свої вірші. А також про його дивовижне вміння — навіть подорослішавши, залишатися дитиною, «дітваком із сонцем у кишені» | 2017 | 80                 | ISBN 978-617-679-298-7 |
| «Сковорода від А до Я»  | Текст — Леонід Ушкалов Художнє оформлення — Людмила Стецькович, Володимир Стецькович      | Книжка «Сковорода від А до Я» продовжує серію абеток-енциклопедій для родинного читання і розповідає про великого мрійника, мандрівного філософа та педагога. Григорій Сковорода зрікся світу й кар’єрного росту, хоча й мав високі досягнення та блискучу освіту. Замість родинного затишку обрав постійні мандри й самотність – та при цьому вважав себе неймовірно щасливою людиною. Якими ж були основні засади його філософії? Як йому вдавалося дотримуватися принципу «золотої середини»? Як навчав і які оцінки ставив своїм вихованцям? Про все це – у новій абетці, текст до якої написав літературознавець та знавець давніх текстів Леонід Ушкалов, який багато років присвятив дослідженню життя і творчості Григорія Сковороди. | 2019 | 72                 | ISBN 978-617-679-263-5 |